# Scapaniaceae
Die Scapaniaceae sind eine Moosfamilie aus der Klasse der Jungermanniopsida. 

## Merkmale
Die Vertreter der Familie haben kielig gefaltete Flankenblätter. Sie sind unterschiedlich tief in zwei meist ungleich große, ganzrandige bis gezähnte Lappen unterteilt. Die Unterlappen sind stets größer als die Oberlappen. Unterblätter werden nicht gebildet. Das Perianth ragt aus den Hüllblättern heraus. Brutkörper kommen häufig vor.

## Systematik
Die Familie Scapaniaceae umfasst zwei Unterfamilien mit drei Gattungen und 120 Arten:
- Unterfamilie Diplophylloideae
  - Diplophyllum mit knapp 30 Arten
  - Douinia mit einer Art
    - Douinia ovata
- Unterfamilie Scapanioideae
  - Scapania mit etwa 90 Arten

## Belege
- Jan-Peter Frahm: Biologie der Moose. Spektrum Akademischer Verlag, Heidelberg und Berlin 2001, S. 56. ISBN 3-8274-0164-X
- Jan-Peter Frahm, Wolfgang Frey, J. Döring: Moosflora. 4. Auflage, UTB für Wissenschaft,  Ulmer, Stuttgart 2004, S. 106. ISBN 3-8252-1250-5